# Versciaco
Versciaco (Vierschach in tedesco, Versciach in ladino) è una frazione del comune di San Candido (Innichen), nella provincia autonoma di Bolzano. Fino al 1928, Versciaco, come la vicina Prato alla Drava (Winnebach), è stato comune autonomo. Il paese dista 3,5 km da San Candido e si trova a 1188 m s.l.m.

## Geografia fisica

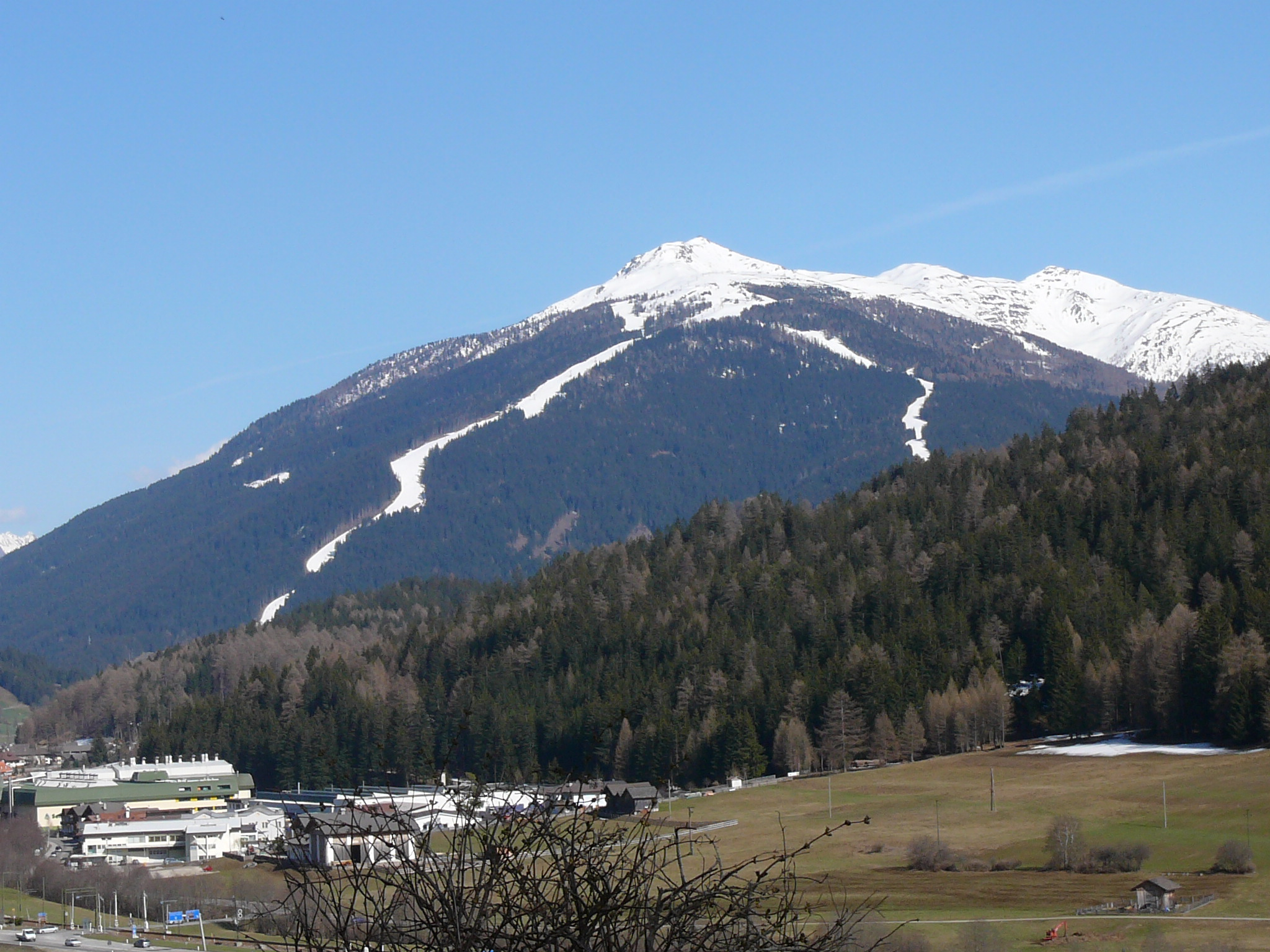
Il monte Elmo, con la pista da sci a sinistra che scende proprio a Versciaco

Versciaco è uno degli ultimi paesi italiani prima del confine con l'Austria, nell'Alta val Pusteria.
Il paese si suddivide in tre località: Versciaco di Sopra (Obervierschach), Versciaco di Sotto (Untervierschach) e Monte Versciaco (Vierschberg).
Per il paesino passa la pista ciclabile che da Dobbiaco porta a Lienz.
Poco a valle di Versciaco di Sopra si congiunge la tubazione che porta l'acqua dal lago artificiale ricavato sul corso del rio Sesto al corso della Drava, alimentando una centrale idroelettrica.
Vesciaco è collegata tramite cabinovia alla zona sciistica del monte Elmo. Qui fu realizzato uno tra i primi impianti di innevamento artificiale d'Italia.

## Origini del nome
Il nome della località è attestato la prima volta nel 1006-1039 quale Virscah, nel 1030 quale Virsach e nel 1328 quale Vierschach e deriva dalla lingua slava. Il nome italiano è recente ed è stato introdotto dal fascismo nel 1923 su proposta di Ettore Tolomei.

## Storia
Tra le due frazioni situate nella valle, ai tempi del fascismo, Mussolini dette l'ordine di fortificare il confine. Vennero così costruiti nel 1939 alcuni bunker, che fanno parte del vallo alpino in Alto Adige, e più precisamente dello sbarramento Versciaco.

## Monumenti e luoghi d'interesse

### Chiesa di Santa Maddalena

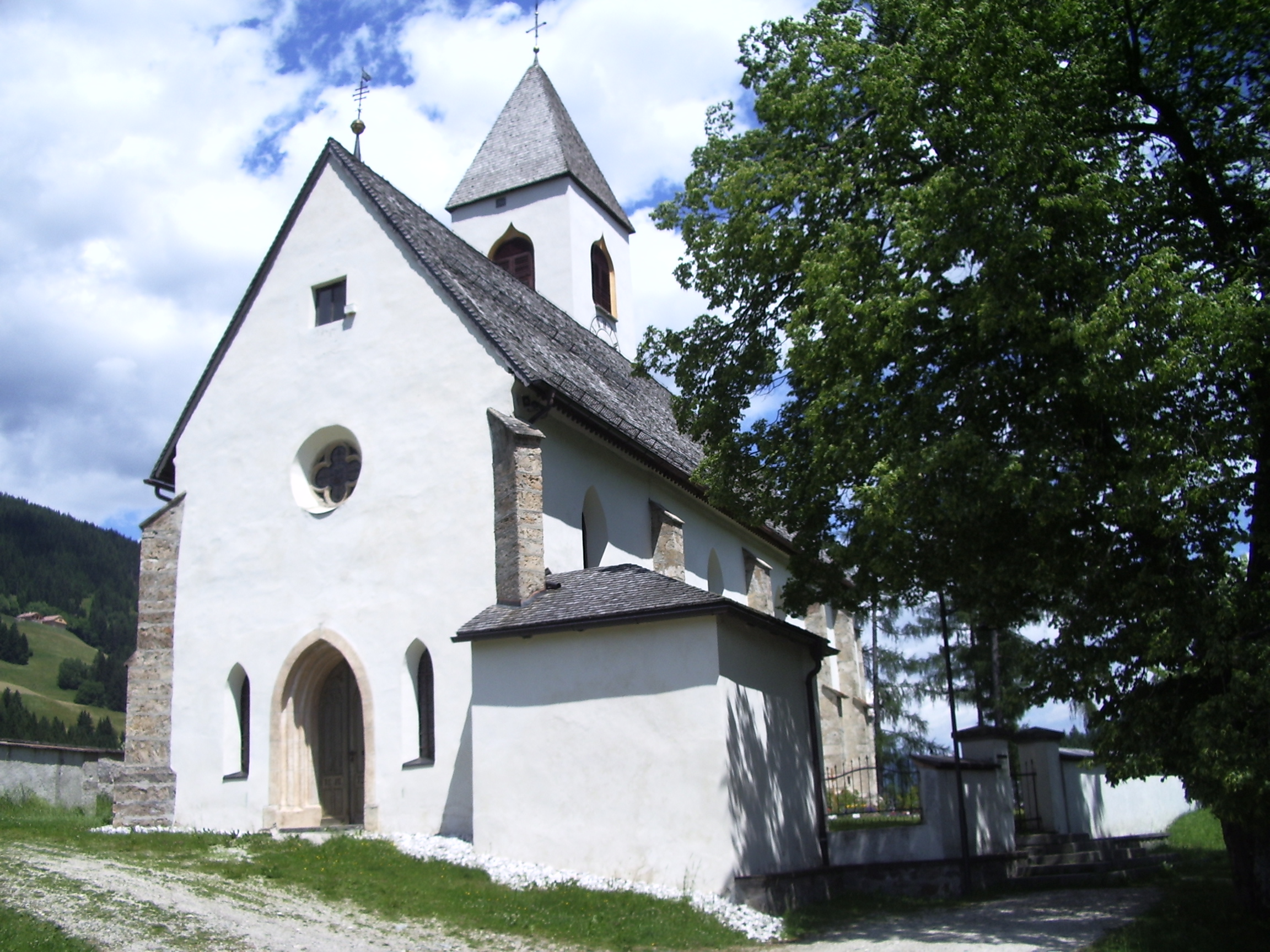
L'esterno della chiesa di Santa Maddalena a Versciaco di sopra

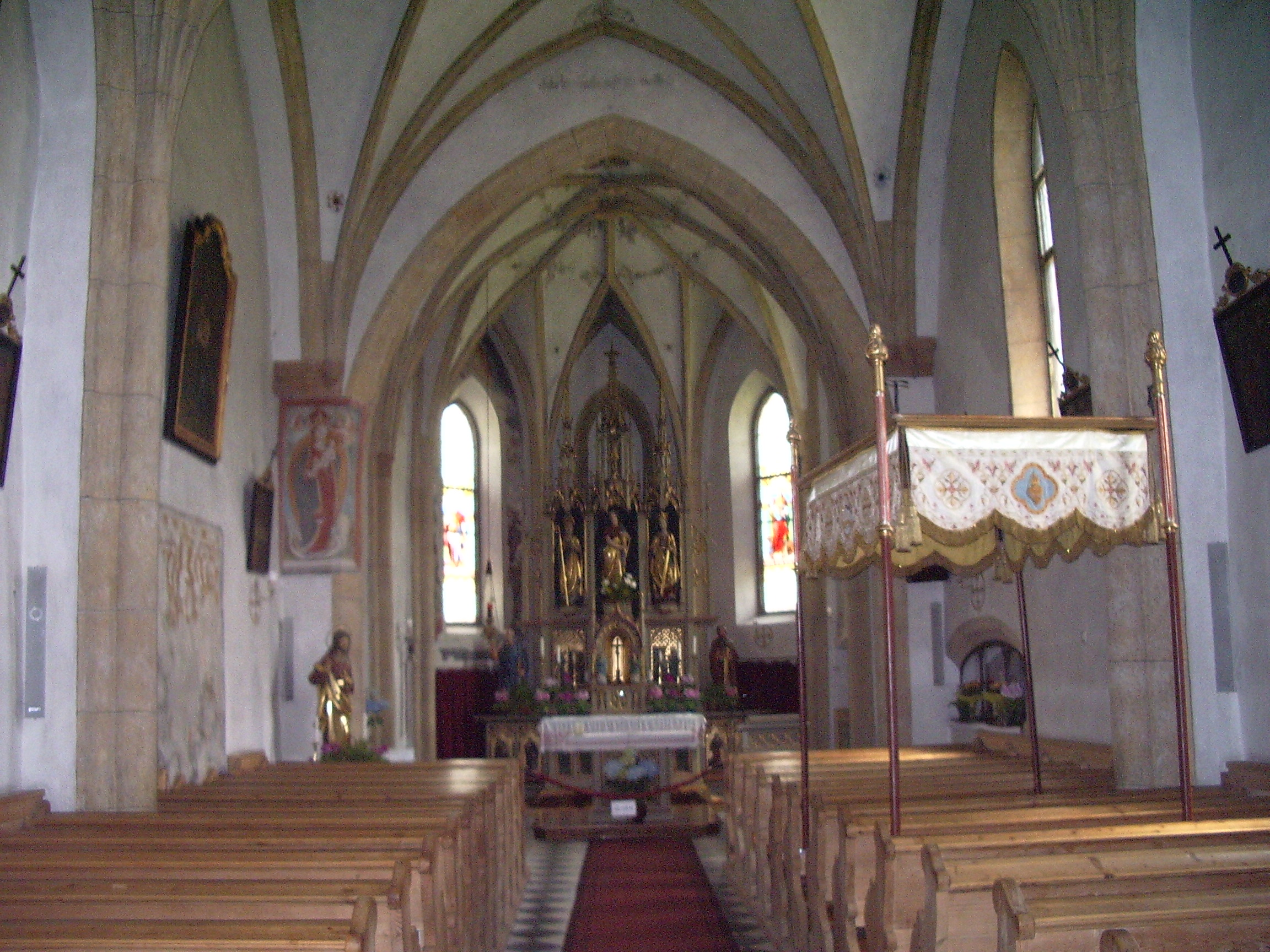
Interno della chiesa

La chiesa si trova a Versciaco di Sopra, fu consacrata nel 1479. Tutte le sovrapposizioni barocche sono state rimosse nei decenni scorsi, attraverso uno scrupoloso restauro, restituendo il piccolo gioiello gotico tirolese che era in origine.
La chiesa venne costruita al posto di una piccola cappella già esistente intorno al 1200 e si presume che la collina fosse già luogo di culto in epoca precristiana.

## Infrastrutture e trasporti
Versciaco si trova a 7 chilometri dal confine con l'Austria, la ferrovia Fortezza-San Candido-Maribor che attraversa il paese è gestita dalle per quanto riguarda la manutenzione dall'italiana RFI, mentre i treni che vi circolano rispettano il regolamento delle ferrovie austriache, in quanto il confine tra le due amministrazioni ferroviarie, è posto a S.Candido. Anche la tensione d'alimentazione è quella tipica austriaca (15 kV 16,7 Hz), mentre la palificazione è di tipo italiano. La frazione di Versciaco era dotata di una stazione, dismessa nel 1961 anche per la presenza di problemi doganali da parte della Guardia di Finanza e poi di una fermata, chiusa nel 1989.
La nuova stazione di Versciaco-Elmo, inaugurata il 14 dicembre 2014, garantisce un interscambio diretto (così come quella di Perca-Plan de Corones) con l'impianto di risalita del monte Elmo.